# IC 2647
IC 2647 је појединачна звијезда у сазвјежђу Лав која се налази на листи објеката дубоког неба у Индекс каталогу.
Деклинација објекта је + 12° 8' 32" а ректасцензија 11h 14m 38,6s.